# Kevin Kennerley
Kevin Robert Kennerley (Chester, 26 aprile 1954) è un ex calciatore inglese, di ruolo centrocampista.

## Carriera
Ha giocato nelle giovanili dell'Arsenal nella prima metà degli anni '70 (vincendo anche una FA Youth Cup) per poi nel 1972 venire ceduto al Burnley, club della prima divisione inglese, con cui nella stagione 1975-1976, all'età di 21 anni ed alla sua terza stagione nel club, ha esordito tra i professionisti; in questa stagione, che è anche l'unica in carriera in cui ha effettivamente giocato delle partite in prima divisione, ha giocato 6 partite di campionato segnando una rete. Nella stagione 1976-1977 e nella prima metà della stagione 1977-1978 ha invece giocato in terza divisione con la maglia del Port Vale, per complessive 24 presenze (con anche un gol segnato) in incontri di campionato con la maglia dei Valiants. Infine, nella seconda metà della stagione 1977-1978 ha giocato in prestito ai gallesi dello Swansea City, con cui ha giocato 2 partite nella quarta divisione inglese, conquistando tra l'altro anche una promozione in terza divisione. Nell'estate del 1978 si è trasferito a giocare in Northern Premier League (che all'epoca era una delle principali leghe calcistiche inglesi al di fuori della Football League) con i semiprofessionisti degli Stafford Rangers, con cui nella stagione 1978-1979 ha anche vinto il FA Trophy: oltre che con questo club, ha in seguito giocato a livello semiprofessionistico anche con Nantwich Town e Droylsden.
In carriera ha totalizzato complessivamente 32 presenze e 2 reti nei campionati della Football League.

## Palmarès

### Club

#### Competizioni giovanili
- FA Youth Cup: 1

Arsenal: 1970-1971

#### Competizioni nazionali
- FA Trophy: 1

Stafford Rangers: 1978-1979